# Bồn tắm

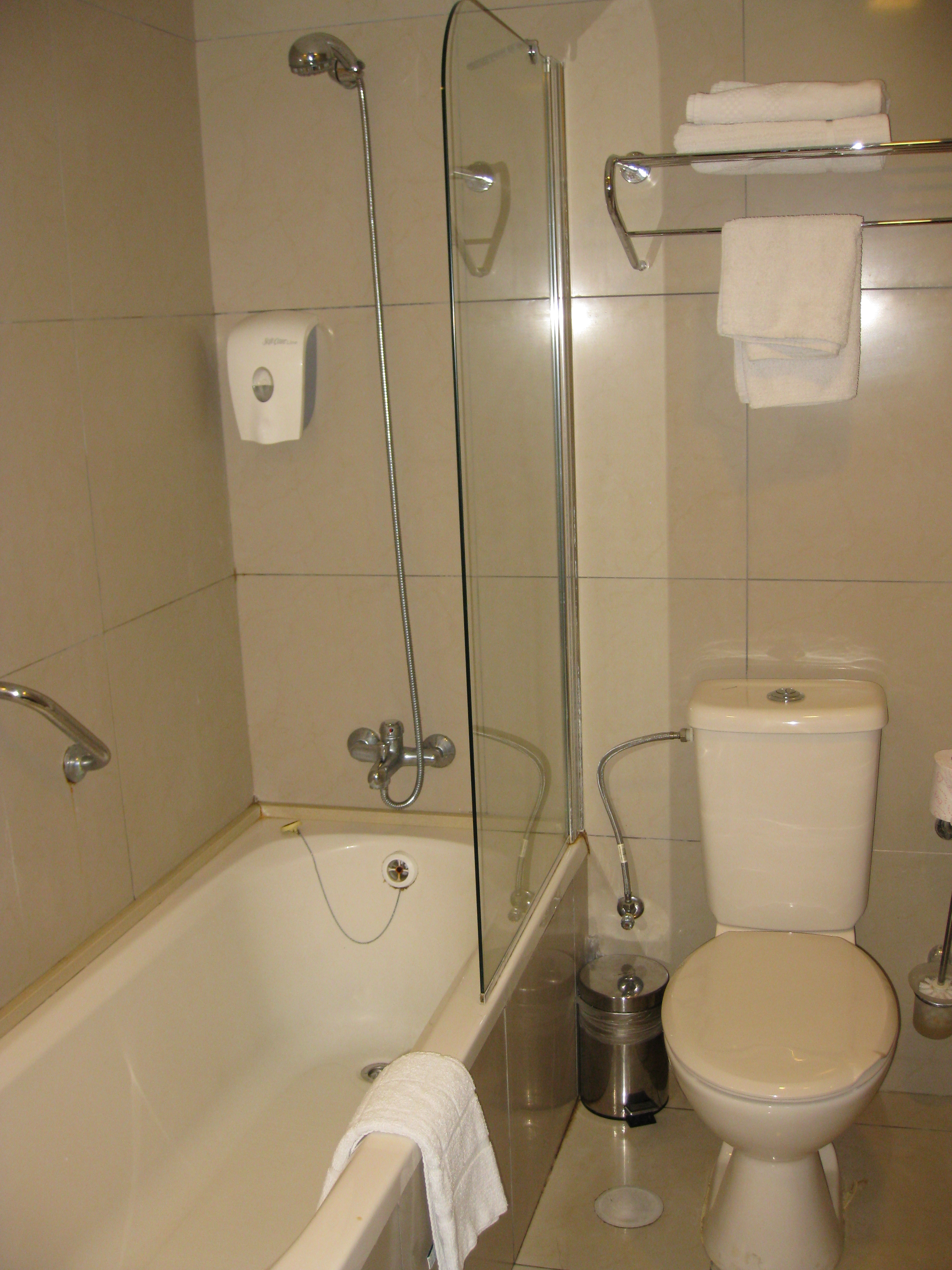
Một bồn tắm hiện đại

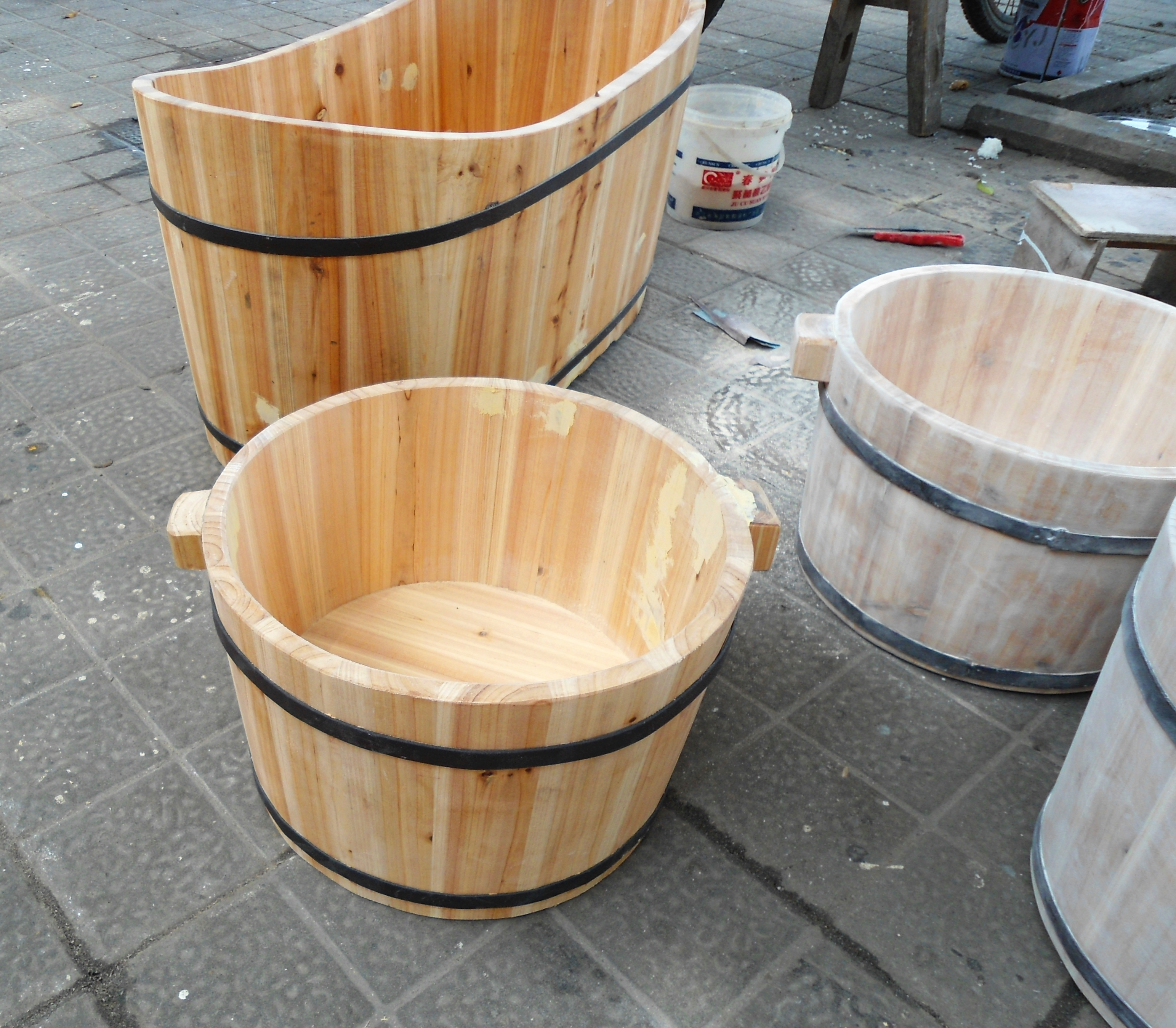
Bồn tắm gỗ kiểu Nhật

Bồn tắm là dụng cụ, đồ vật có hình dáng giống như thùng chứa lớn để giữ nước và được thiết kế để phục vụ cho việc chứa đựng được một người trong đó giúp họ thực hiện việc tắm rửa, thư giãn và được được đặt trong phòng tắm. Hầu hết các bồn tắm hiện đại được làm bằng các loại vật liệu nhân tạo như acrylic hoặc gốm, sứ và ngày càng thay thế cho các vật liệu được sử dụng trước đây như thép, gang, gỗ. Bồn tắm thường được đặt trong phòng tắm, có thể được lắp ráp bố trí độc lập hoặc kết hợp với một vòi hoa sen.

## Lịch sử và sự nổi dậy của Bồn tắm
Nguồn gốc của những chiếc bồn tắm bắt nguồn từ 5000 năm trước Công Nguyên. Bằng chứng đầu tiên phát hiện ra vết tích sự xuất hiện của bồn tắm là một hệ thống dẫn nước bằng đồng. Các ống dẫn nước này được nối nhau và sử dụng cho việc tắm rửa tại thung lũng ở Ấn Độ. Hệ thống ống dẫn này có niên đại khoảng 5300 năm được cho là của nền văn minh Thung lũng Indus. 
Những chiếc bồn tắm thực sự được phát hiện trên bán đảo Crete của Hy Lạp vào những năm 1700 trước Công Nguyên. Hình dáng của nó được ghi lại là làm từ gốm đá nung cứng và dài 1,5m. Ở thời điểm đó, đây là những chiếc bồn tắm dành cho tầng lớp quý tộc, những người giàu có và quyền lực. Chiếc bồn tắm đầu tiên được các nhà khảo cổ học tìm thấy trong cung điện Knossos Hy Lạp. 

### Sự trỗi dậy của bồn tắm:
Hệ thống tắm rửa và vệ sinh hoàn toàn bị biến mất sau sự sụp đổ của Đế Chế La Mã. Các vấn đề vệ sinh cơ thể gần như quay về trạng thái nguyên thủy. Khi cách mạng công nghiệp diễn ra vào Thế Kỷ 19 đã mở ra thời đại mới cho phép phát triển hình thức phòng tắm tích hợp, bao gồm cả bồn tắm. 
Những chiếc bồn tắm có chân đã trở thành vật dụng được ưa chuộng mà mỗi gia đình ở cuối Thế Kỷ 19 nhất định phải có. 
Khi thế kỷ 20 trôi qua, bắt đầu một kỷ nguyên mới, bồn tắm dần trở nên tinh tế và hiện đại hơn. Thêm vào đó, hệ thống ống nước phát triển là một phần giúp bồn tắm trở nên nổi bật và phổ biến đối với mọi gia đình trên thế giới. 

## Kiểu dáng
Một bồn tắm hiện đại thường có vòi nước gắn vào và thông đến hệ thống thoát nước chung để xả nước thải. Thời đại ngày nay, hầu hết các bồn tắm có hình dạng hình chữ nhật. Bồn tắm thường có màu trắng trong hoặc các màu khác. Các quá trình tráng men bồn tắm gang được phát minh bởi một người Mỹ gốc Scotland là David Dunbar Buick.
Hai kiểu bồn tắm chính là loại bồn tắm theo phong cách phương Tây thường nông cạn và dài hình chữ nhật để người tắm có thể nằm một cách thoải mái. Bồn tắm kiểu nội thất phương Đông thường thiết kế theo chiều đứng. Người Trung Quốc đã sử dụng loại bồn tắm này từ khá lâu trong lịch sử với hình dáng là một chiếc bồn tròn bằng gỗ, khi tắm thường sẽ có người tiếp nước bằng những thùng nước nhỏ hơn, nếu là người phụ nữ tắm thì có rắc thêm những cánh hoa tạo hương thơm trong bồn tắm.

### Những kiểu dáng bồn tắm hiện đại

#### Bồn tắm đứng:
Bồn tắm đứng là mẫu bồn tắm được thiết kế đặt thẳng đứng với một hoặc 2 mặt ốp sát vào thành tường.

#### Bồn tắm nằm:
Đây là mẫu bồn tắm phổ biến nhất, đa dạng nhất về kích thước và các chức năng. Bồn thích hợp lắp đặt ở các không gian từ nhỏ đến trung bình. Cũng giống mẫu bồn tắm đứng, bồn tắm nằm có thể tận dụng được các góc chết trong phòng tắm để lắp đặt.

#### Bồn tắm góc:
Bồn tắm góc thường có diện tích rộng hơn, có thể sử dụng được cùng lúc từ 2-3 người. Bồn tắm góc tích hợp đầy đủ các chức năng massage, sục khí. Mẫu bồn tắm này thích hợp đối với không gian phòng tắm rộng.

#### Bồn tắm âm sàn:
Bồn tắm được sản xuất đáp ứng theo bản vẽ kỹ thuật của phòng tắm. Bồn được đặt âm sàn giúp đảm bảo tuyệt đối về mặt thẩm mỹ. Bồn tắm âm sàn cũng có bồn tắm ngâm thường hoặc bồn tắm có chức năng masssage, sục khí,…